# Midsburen
Midsburen (Fries: Midsbuorren) is een buurtschap in de gemeente Leeuwarden, in de Nederlandse provincie Friesland. Midsburen ligt ten zuidoosten van de stad Leeuwarden, direct ten westen van Wartena. De buurtschap bestaat uit huizen, boerderijen en voornamelijk watersport gerelateerde bedrijven aan aan de gelijknamige weg Midsbuorren en het Langdeel. Een van de bedrijven is de (voormalige) scheepswerf Bijlsma.
De plaats werd in de 19e eeuw zowel Midburen als Misburen genoemd. Die laatste ziet men als een vergissing. Vanaf 1925 kent men de spelling Midsburen. Mogelijk vernoemd naar de ligging tussen Warga en Wartena maar zou ook iets anders kunnen betekenen.
Steden, dorpen en gehuchten: Aegum · Baard · Beers · Britsum · Cornjum · Finkum · Friens · Goutum · Grouw · Hempens · Hijlaard · Hijum · Huins · Idaard · Irnsum · Jellum · Jelsum · Jorwerd · Leeuwarden · Lekkum · Lions · Mantgum · Miedum · Oosterlittens · Oude Leije · Roordahuizum · Snakkerburen · Stiens · Swichum · Teerns · Warstiens · Wartena · Warga · Weidum · Wirdum · Wytgaard

Buurtschappen: Abbengawier · Angwier · Baardburen · Bartlehiem (deels) · Barrahuis · De Hem · Domwier · Fons · Groote Bontekoe · Gotum · Hezens · Horne · Hofland · Hoptille · Marwird · Midsburen · Naarderburen · Noordend · Oude Schouw (deels) · Poelhuizen · Rewerd (deels) · Schillaard · Schrins · Tichelwerk · Tjaard · Tjeintgum · Truurd · Tsienzerburen · Vensterburen · Vierhuis · Vrouwbuurtstermolen (deels) · Wammerd · Wiel · Wieuwens · Wilaard · Zuiderburen · Zuiderend

Voormalige buurtschappen: De Drie Romers · Hoek

Friesland: Steden en dorpen      Nederland: Provincies · Gemeenten